# Thomas Chalmers (acteur)
Pour les articles homonymes, voir Chalmers.
Cet article concerne le chanteur et acteur américain. Pour le théologien écossais (1780-1847), voir Thomas Chalmers.
Répertoire
- Cavalleria rusticana : Alfio
* Faust : Valentin
* La forza del destino : Fra Melitone
* Madame Butterfly : Sharpless
* Manon : Lescaut
* Mârouf, savetier du Caire : Ali
...

Scènes principales
Metropolitan Opera ...

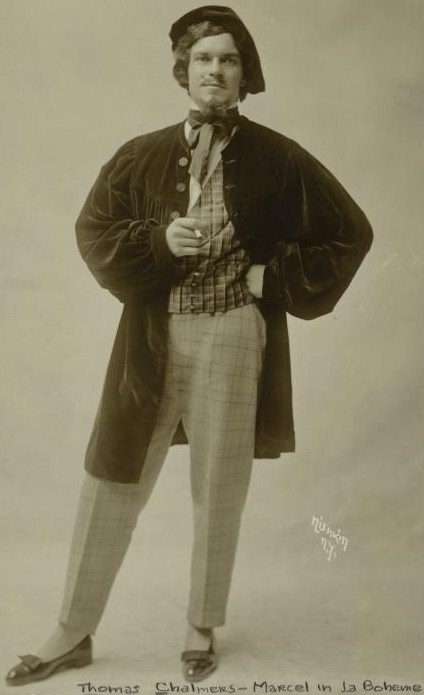
Marcello dans La Bohème de Puccini (1919)

Thomas (Hardie) Chalmers, né le 20 octobre 1884 à New York (État de New York), mort le 12 juin 1966 à Greenwich (Connecticut), est un chanteur d'opéra (première carrière), puis acteur, producteur et réalisateur (seconde carrière) américain.

## Biographie
Thomas Chalmers débute comme chanteur d'opéra (dans la tessiture de baryton) en 1911, interprétant le rôle de Marcello dans La Bohème de Giacomo Puccini, en Italie (où il était venu en 1909, afin d'étudier le chant à Florence). À partir de cette même année 1911, de retour aux États-Unis, il chante notamment à Boston, à New York (dont le rôle d’Escamillo, dans Carmen de Georges Bizet, en 1913, avec Kathleen Howard dans le rôle-titre), à Philadelphie et en tournée.
Dans sa ville natale, il débute au Metropolitan Opera ('Met') en novembre 1917, personnifiant Valentin dans Faust de Charles Gounod, aux côtés de Geraldine Farrar et Giovanni Martinelli, sous la direction musicale de Pierre Monteux (débutant lui aussi au Met). Dès lors, il y mène l'essentiel de sa carrière et y chante jusqu'en juin 1922, dans le répertoire d'opéra principalement, plus quelques concerts. Mentionnons ses deux rôles interprétés là le plus souvent (chacun, 21 fois) : Alfio, dans Cavalleria rusticana de Pietro Mascagni (à partir de décembre 1917), et Fra Melitone, dans La forza del destino de Giuseppe Verdi (la première fois en novembre 1918, avec Rosa Ponselle — pour ses débuts au Met — et Enrico Caruso). Son dernier rôle, en 1922, est à nouveau celui de Valentin dans Faust (une représentation à Atlanta).
Peu après, à la suite d'une opération de la gorge, Thomas Chalmers doit renoncer au chant et entame alors une seconde carrière d'acteur. Notons ici qu'il revient toutefois au Met pour de brèves prestations, lors de trois concerts de gala, respectivement en février 1933, mars 1934 et enfin, mars 1935.
En 1924, il débute au théâtre à Broadway (New York), où il joue dans une trentaine de pièces (dont quatre de William Shakespeare), la dernière fois en 1961. Entre autres, il est Oncle Ben à la création en 1949-1950 de Mort d'un commis voyageur d'Arthur Miller, avec Lee J. Cobb et Mildred Dunnock. Toujours à Broadway, en 1937, il se produit aussi dans un opéra-oratorio (avec dialogues parlés) de Kurt Weill et Franz Werfel, La Route de l'espérance (en) (un de ses rares retours au chant, dans le rôle parlé-chanté d’Abraham).
Au cinéma, il apparaît dans six films américains, disséminés entre 1923 (Puritan Passions de Frank Tuttle, avec Mary Astor) et 1964 (L'Outrage de Martin Ritt, avec Paul Newman). De plus, il est producteur de six courts métrages en 1928-1929, et réalisateur de trois d'entre eux.
Enfin, à la télévision, il joue dans onze séries et un téléfilm, entre 1952 et 1962.

## Répertoire lyrique (sélection)
Productions du Met, à la Metropolitan Opera House, sauf mention contraire
- 1913 : Carmen de Georges Bizet, avec Kathleen Howard (rôle d’Escamillo ; production de la Century Opera Company (en), New York)
- 1917 : Faust, musique de Charles Gounod, avec Geraldine Farrar, Giovanni Martinelli, Kathleen Howard, direction musicale Pierre Monteux (rôle de Valentin, interprété 14 fois, jusqu'en 1922)
- 1917 : Mârouf, savetier du Caire, musique d'Henri Rabaud, avec Frances Alda, Giuseppe De Luca, Kathleen Howard, direction musicale Pierre Monteux (rôle d’Ali, interprété 11 fois, jusqu'en 1920)
- 1917 : Cavalleria rusticana, musique de Pietro Mascagni, avec Florence Easton, direction musicale Roberto Moranzoni (à Philadelphie ; rôle d’Alfio, interprété 21 fois, jusqu'en 1921)
- 1918 : La Bohème, musique de Giacomo Puccini, avec Frances Alda, Giovanni Martinelli, direction musicale Gennaro Papi (à Philadelphie ; rôle de Marcello, interprété 2 fois, la seconde en 1919 ; + rôle de Schaunard, interprété une fois en 1918)
- 1918 : Samson et Dalila, musique de Camille Saint-Saëns, avec Enrico Caruso, Julia Claussen (en), direction musicale Pierre Monteux (à Boston ; rôle du Grand Prêtre, interprété une fois)
- 1918 : Aida, musique de Giuseppe Verdi, avec Marie Rappold (en), direction musicale Gennaro Papi (rôle d’Amonasro, interprété 3 fois, jusqu'en 1919)
- 1918 : Lodoletta, musique de Pietro Mascagni, avec Florence Easton, Enrico Caruso, direction musicale Roberto Moranzoni (rôle de Giannotto, interprété 3 fois, jusqu'en 1919)
- 1918 : Shanewis (en) ou The Robin Woman, musique de Charles Wakefield Cadman, avec Paul Althouse (en), Kathleen Howard, direction musicale Roberto Moranzoni (rôle de Philip, interprété 7 fois, jusqu'en 1920)
- 1918 : Madame Butterfly, musique de Giacomo Puccini, avec Geraldine Farrar, Paul Althouse (en), direction musicale Roberto Moranzoni (rôle de Sharpless, interprété 10 fois, jusqu'en 1922)
- 1918 : La forza del destino, musique de Giuseppe Verdi, avec Rosa Ponselle, Enrico Caruso, Giuseppe De Luca, direction musicale Gennaro Papi (rôle de Fra Melitone, interprété 21 fois, jusqu'en 1922)
- 1919 : L'Amore dei tre re, musique d'Italo Montemezzi, avec Claudia Muzio, Giovanni Martinelli, direction musicale Roberto Moranzoni (rôle de Manfredo, interprété 2 fois, la même année)
- 1919 : Crispino e la comare, musique de Luigi Ricci et Federico Ricci, avec Antonio Scotti, direction musicale Gennaro Papi (rôle de Fabrizio, interprété 4 fois, la même année)
- 1919 : Pagliacci, musique de Ruggero Leoncavallo, avec Claudia Muzio, Enrico Caruso, direction musicale Roberto Moranzoni (rôle de Tonio, interprété une fois)
- 1919 : La Juive, musique de Jacques-Fromental Halévy, avec Rosa Ponselle, Enrico Caruso, direction musicale Artur Bodanzky (rôle de Ruggiero, interprété 8 fois, jusqu'en 1920)
- 1920 : Oberon, musique de Carl Maria von Weber, avec Rosa Ponselle, Giovanni Martinelli, Kathleen Howard, direction musicale Artur Bodanzky (rôle de Sherasmin, interprété 2 fois, la même année)
- 1920 : L'Oiseau bleu (Wolff) (en) (The Blue Bird), musique et direction musicale d'Albert Wolff, avec Raymonde Delaunois (rôle du Chien, interprété 7 fois, jusqu'en 1921)
- 1920 : Manon, musique de Jules Massenet, avec Geraldine Farrar, Charles Hackett, direction musicale Albert Wolff (rôle de Lescaut, interprété 10 fois, jusqu'en 1922)
- 1921 : Il segreto di Susanna, musique d'Ermanno Wolf-Ferrari, avec Lucrezia Bori, direction musicale Gennaro Papi (à Philadelphie ; rôle de Gil, interprété une fois)
- 1922 : La Demoiselle des neiges (Sniegourotchka), musique de Nikolaï Rimski-Korsakov, avec Lucrezia Bori, Léon Rothier, Kathleen Howard, direction musicale Artur Bodanzky (rôle de Mizgir, interprété 4 fois, la même année)

## Théâtre à Broadway
Pièces, sauf mention contraire
- 1924 : Henri IV (Enrico IV ; adaptation anglaise : Henry IV ou The Living Mask) de Luigi Pirandello
- 1925 : Le Canard sauvage (Vildanden ; adaptation anglaise : The Wild Duck) d'Henrik Ibsen, avec Mischa Auer, Romney Brent, Tom Powers, Blanche Yurka
- 1925 : A Bit of Love de John Galsworthy, avec Edward Rigby
- 1925 : The Call of Life d'Arthur Schnitzler, adaptation de Dorothy Donnelly, avec Katharine Alexander, Douglass Dumbrille, Eva Le Gallienne
- 1925-1926 : Morals, d'après le roman de Ludwig Thoma, adaptation de Charles Recht, avec Mischa Auer
- 1926 : Love 'em and Leave 'em de George Abbott et John V.A. Weaver (en), mise en scène de George Abbott, avec Donald Meek
- 1926 : Henri IV, 1re partie (Henry IV, Part I) de William Shakespeare, avec Gilbert Emery, J. M. Kerrigan, Walter Kingsford, Philip Merivale, Otis Skinner, Basil Sydney
- 1926 : The Humble de Laurence Irving, d'après Crime et Châtiment de Fiodor Dostoïevski, avec Sydney Greenstreet, Basil Sydney
- 1926-1927 : Derrière l'horizon (Beyond the Horizon) d'Eugene O'Neill, avec Robert Keith, Victor Kilian, Aline MacMahon
- 1927 : The Heaven Tappers de George Scarborough (en) et Annette Westbay (en), mise en scène d'Edwin Carewe, avec Charles Waldron
- 1927 : Jules César (Julius Caesar) de William Shakespeare, avec Harry Davenport, Pedro de Cordoba, Tyrone Power Sr., Basil Rathbone, Ivan F. Simpson, Frederick Worlock
- 1928 : La Ruse du petit maître de George Farguhar (en), mise en scène d'Howard Lindsay, avec Fay Bainter, David Belasco, Josephine Hull
- 1931-1932 : Le deuil sied à Électre (Mourning Becomes Electra) d'Eugene O'Neill, avec Alice Brady, Alla Nazimova, Erskine Sanford
- 1933 : Far-Away Horses de (et mise en scène par) Michael Birmingham et Gilbert Emery
- 1933 : La Case de l'oncle Tom (Uncle Tom's Cabin), d'après le roman éponyme d'Harriet Beecher Stowe, adaptation de G.L. Aiken, avec Fay Bainter, Russel Crouse, Pedro de Cordoba, Gene et Kathleen Lockhart, Elisabeth Risdon, Otis Skinner
- 1934 : Oliver, Oliver de Paul Osborn, avec Bretaigne Windust
- 1934 : Ragged Army de Beulah Marie Dix et Bertram Millhauser (en), avec Lloyd Nolan
- 1934 : Mother Lode de Dan Totheroh (en) et George O'Neill (en), mise en scène de Melvyn Douglas, avec Beulah Bondi, Melvyn Douglas, Barbara O'Neil, Tex Ritter
- 1935 : Kind Lady d'Edward Chodorov (en), mise en scène d'Henry C. Potter, avec Henry Daniell
- 1935 : If this be Treason de John Haynes Holmes et Reginald Laurence, avec Marcel Journet, Tom Powers
- 1937 : La Route de l'espérance (en) (Der Weg der Verheißung ; titre anglais : The Eternal Road), opéra-oratorio avec dialogues parlés, musique de Kurt Weill, texte de Franz Werfel (traduit par Ludwig Lewisohn), adaptation de William A. Drake (en), mise en scène de Max Reinhardt, avec Abner Biberman, Sam Jaffe, Kurt Kasznar, Lotte Lenya, Sidney Lumet
- 1937 : Antoine et Cléopâtre (Antony and Cleopatra) de William Shakespeare, musique de scène de Virgil Thomson, avec Tallulah Bankhead, John Emery, Conway Tearle
- 1937-1938 : Western Waters de Richard Carlson, avec Van Heflin
- 1938-1939 : Outward Bound de Sutton Vane, mise en scène d'Otto Preminger, avec Vincent Price
- 1939-1940 : Morning's at Seven (en) de Paul Osborn, mise en scène de Joshua Logan, avec Jean Adair, John Alexander, Russell Collins, Dorothy Gish, Enid Markey
- 1940 : Amour pour amour (Love for Love) de William Congreve, avec Romney Brent, Leo G. Carroll, Dorothy Gish, Walter Hampden, Edgar Stehli
- 1944 : The Visitor de Kenneth White, mise en scène et production d'Herman Shumlin, avec Ralph Forbes
- 1945 : Live Life again de Dan Totheroh (en)
- 1945-1946 : Hamlet de William Shakespeare, production de Michael Todd, mise en scène de George Schaefer, costumes d'Irene Sharaff, avec Maurice Evans, Thomas Gomez
- 1947 : Bethsabée (Bathsheba) de Jacques Deval, adaptation avec James Mason, Gloria Swanson, Carleton Young
- 1949-1950 : Mort d'un commis voyageur (Death of a Salesman) d'Arthur Miller, avec Lee J. Cobb, Mildred Dunnock, Alan Hewitt, Arthur Kennedy, Cameron Mitchell
- 1953-1954 : The Remarkable Mr. Pennypacker de Liam O'Brien, avec Burgess Meredith, Una Merkel, Martha Scott
- 1954-1955 : La Mauvaise Graine (en) (The Bad Seed) de Maxwell Anderson, d'après le roman de William March, avec Nancy Kelly, Lloyd Gough (adaptée au cinéma en 1956)
- 1960-1961 : All the Way Home (en) de Tad Mosel (en), d'après le roman Une mort dans la famille (A Death in the Family) de James Agee, mise en scène d'Arthur Penn, avec Lillian Gish, Aline MacMahon (rôle repris dans l'adaptation au cinéma de 1963 ci-après visée, sous le même titre original)

## Filmographie
Comme acteur, sauf mention contraire

### Au cinéma (intégrale)
- 1923 : Puritan Passions de Frank Tuttle
- 1927 : Blind Alleys de Frank Tuttle
- 1928 : The Treasure's Report, court métrage (réalisateur et producteur)
- 1928 : The Sex Life of the Polyp (en), court métrage (réalisateur et producteur)
- 1928 : The Spellbinder, court métrage (réalisateur et producteur)
- 1929 : Furnace Trouble, court métrage de James Parrott (producteur)
- 1929 : Lesson No. 1, court métrage de James Parrott (producteur)
- 1929 : Stewed, Fried and Boiled, court métrage de James Parrott (producteur)
- 1952 : Tout peut arriver (Anything can happen) de George Seaton
- 1957 : La Blonde enjôleuse (La ragazza del palio) de Luigi Zampa
- 1961 : Romanoff et Juliette (Romanoff and Juliet) de Peter Ustinov
- 1963 : All the Way Home d'Alex Segal
- 1964 : L'Outrage (The Outrage) de Martin Ritt

### À la télévision (sélection)
- 1962 : Série Les Accusés (The Defenders), Saison 2, épisode 2 Blood County de Buzz Kulik
- 1962 : The Farmer's Daughter (en), téléfilm de Fielder Cook